# Łzawnik jajowatozarodnikowy
Łzawnik jajowatozarodnikowy (Dacrymyces ovisporus Bref.) – gatunek grzybów z rodziny łzawnikowatych (Dacrymycetaceae).

## Systematyka i nazewnictwo
Pozycja w klasyfikacji według Index Fungorum: Dacrymyces, Dacrymycetaceae, Dacrymycetales, Incertae sedis, Dacrymycetes, Agaricomycotina, Basidiomycota, Fungi.
Po raz pierwszy został opisany naukowo przez niemieckiego mykologa Juliusa Oscara Brefelda w 1888 roku. Polską nazwę nadał mu Władysław Wojewoda w 1976 r.

## Charakterystyka
Sapotrof i pasożyt, znajdowany na gałęziach sosny, wytwarza poduszeczkowate zarodniki mające jedno- i dwuzarodnikowe podstawki oraz kuliste lub jajowate zarodniki. W Polsce znajduje się na Czerwonej liście roślin i grzybów Polski. Ma status E – gatunek wymierający, którego przeżycie jest mało prawdopodobne, jeśli nadal będą działać czynniki zagrożenia.